# Rana povijest Hrvata
Rana povijest Hrvata obuhvaća podrijetlo Hrvata, njihovo življenje u pradomovini, doseljenje u novu domovinu i pokrštenje. Opća i nacionalna enciklopedija ovako piše o tim događajima: "Široko rasprostiranje imena u očuvanim toponimima i starim zapisima upućuje na veoma udaljene prostore seoba Hrvata od najstarije prapostojbine do današnjih područja, uključujući i znatne promjene samog etničkog supstrata u odnosu na ime. Uz razne etimologije koje ime Hrvat vezuju uz pojedine djelatnosti (koji imaju zemlju, grč. hora, Konstantin Porfirogenet; iz korijena hrv, s raznim izvedenicama, kao vojnik, bojovnik i sl.), ili područje obitavanja (hrib, hrbat u smislu planina, gora, Karpati i dr.), te mnoge druge, najviše pristaša imaju objašnjenja koja Hrvate vezuju uz naziv i kretanje sjevernoiranskih plemenskih skupina prema Crnome moru: zapis na grčkom jeziku iz II. – III. stoljeća koji navodi plemenskog vođu (arhonta) Horoatosa (upozorio M. P. Pogodin), naziv iranskog plemena Harahvatiš i njihove zemlje Harahvaiti (S. Sakač), vezano i uz nomadsko stočarstvo (u Avesti: haurvaiti, čuvati, pasti, stočariti); također, lingvistički (a i geografski i kulturološki) legitiman je paralelizam razvoja iranskoga korijena hrv-srv/m, dakle Hrvata, s povijesno dobro poznatim plemenom Sarmata (O. N. Trubačov). Tako se drži da se jedno stočarsko (skitsko-sarmatsko) pleme s područja između Kaspijskog i Azovskog mora, pri njegovu kretanju na Zapad do Karpata, postupno pretopilo u slavenskom okruženju, dajući svoj naziv određenoj plemenskoj skupini, koja se zatim pod tim imenom, već slavenizirana, javlja u današnjoj Ukrajini (spomen u Nestorovoj kronici) i današnjoj južnoj Poljskoj (Bijeli Hrvati), a poslije na širem području s toponimima od Karpata do Koruške i Štajerske, uz Labu i Muru. Uzimajući u obzir najranije i do danas preživjele spomene, kao i seobe do VII. stoljeća, ime Hrvata rasprostire se u toponimima od Afganistana i Kurdistana do Visle i Labe na zapadu, te na jugu do često povijesno spominjane Crvene Hrvatske (Duklja, Albanija), Makedonije (kod Bitolja) i Grčke (Harvati, na više mjesta u Atici i Argolidi, pa i na Kreti). Hrvati su također utemeljili više srednjovjekovnih Sklavinija (Slovinja), kao npr. u Karantaniji, Albaniji i drugdje, no očito je najkoncentriranija etnička i povijesno djelotvorna matica ona u području Dalmacije, koja stvara i prvu hrvatsku državu i proteže svoje ime do otprilike današnjih hrvatskih granica.  Tijekom posljednjeg vala doseobe naroda na prijelazu iz VI. u VII. stoljeće, hrvatska i avarska plemena naseljavaju današnje prostore Republike Hrvatske (tadašnje rimske pokrajine Dalmacije i Panonije). Staro, romansko žiteljstvo, povlači se prema jadranskom priobalju i na otoke, a s vremenom se asimilira te samo neki gradovi zadržavaju romansko obilježje. Koncem VIII. i početkom IX. stoljeća franački vladar Karlo I. Veliki kreće u osvajanje Istre (796) i Dalmacije; Aachenskim mirom (812) franačkoj su državi pripale Istra i područje hrvatske kneževske vlasti na kopnu, dočim su pod vlašću Bizanta ostali gradovi Zadar, Trogir, Split, Dubrovnik i Kotor te otoci Krk, Cres, Osor i Rab. Učvrstivši vlast i ustrojivši upravu na području hrvatske kneževske vlasti, Franci su nastavili s procesom pokrštavanja i uspostave crkvenog ustroja. S vremenom se ime Hrvata proširilo i na ostale stanovnike te postalo oznakom zemlje njihova naseljavanja.

## Pozadina
Godina je 626. Carski Konstantinopol je u agoniji. Golema sila Perzijanaca, Avara i njihovih saveznika, Slavena, sručila se na Bospor. Bizantska je prijestolnica pred padom. Avarski kagan Bajan želi slomiti srce grčko-rimske kršćanske civilizacije. Konstantinopol znači sve, najveći grad kršćanskoga svijeta i nasljednik Staroga Rima. Međutim, Konstaninopol je izdržao. Avari i Slaveni povlače se s Bospora, ali već su desetljećima prije opsade zaposjeli gotovo sve bizantske zapadne posjede. Bizantska vlast u provinciji Panoniji te većini Dalmacije samo je mrtvo slovo na papiru. Slaveni, prodirući u malim grupama miješaju se sa starosjediocima na prostorima današnje Hrvatske. Događa se posljednji čin onoga što je povijesna znanost nazvala seobom naroda.
Avari, potkraj VI. stoljeća uspostavljaju kaganat, veliku državu sa središtem u Panonskoj nizini. Avarski Kaganat protezao se od istočnih obronaka Alpa i južne Poljske na sjeveru pa sve do Grčke na jugu. Stara rimska Salona odumire, gubeći ekonomski smisao i svoju nekadašnju važnost. Salonitanski građanski polako se počinju povlačiti u obližnju palaču cara Dioklecijana, kompaktnu i dobro utvrđenu. Na izdisajima Salone rodio se grad Split. Zadar, Trogir i ostali istočnojadranski antički gradovi okruženi su starosjedilačkim i slavenskim naseljima. Stanovništvo je izmiješano, a starosjedioci polako prihvaćaju slavenska vjerovanja, običaje i jezik. Stvoreni su preduvjeti za ono što će se dogoditi gotovo dva stoljeća poslije, nastanak hrvatske države.
Pitanje doseljenja Hrvata na današnje prostore i njihova podrijetla iznimno je složeno i valja odmah na početku reći da apsolutnog, jednoznačnog odgovora nema. Pitanje podrijetla je pogrešno postavljeno. Naciji, narodu i državi u pravilu ne može se vidljivo i jasno datirati podrijetlo točno u određenom trenutku povijesti. Katkada prođe i nekoliko stoljeća prije nego što se to ime prihvati, a mnogo stoljeća nakon što se prvi put spominje njihovo ime.
Mnogi povijesni događaji i procesi dolaze filtrirani osobnim stavom pisca. To znatno otežava put do istine. Tako se u djelu Konstantina Porfirogeneta O upravljanju carstvom naglašava kako su se Hrvati naselili u novu domovinu po zapovijedi bizantskoga cara Heraklija. Danas se s velikom sigurnošću može reći da bizantski car u to vrijeme nije bio u poziciji ikome davati takve zapovijedi jer su se Avari i Slaveni naseljavali po vlastitoj volji. O najranijoj hrvatskoj povijesti nisu se sačuvala autentična ili suvremena vrela. Sve što povjesničari pokušavaju zaključiti na pitanja: "Tko su Hrvati? Kada su došli? Odakle su došli?", zaključuju na temelju mnogo kasnijih vrela i vrlo sporadičnih arheoloških nalaza koji podliježu različitim interpretacijama.

## Doseljenje, pradomovina i podrijetlo

### Doseljenje Hrvata
Prema legendi koju prenosi anonimni nastavljač Konstantina Porfirogeneta, Hrvati su se pod vodstvom petero braće i dvije sestre doselili na prostore današnje Hrvatske. Imena braće, Hrvat, Klukas, Lobelos, Kosences i Muhlo, te sestara, Tuge i Buge, različitog su podrijetla. Neka su slavenska, a neka možda imaju avarske i bugarske korijene. To jasno pokazuje da formiranje ranog identiteta ne mora nužno imati etnički predznak. U ranom srednjem vijeku, ljudi i plemena nisu se udruživali samo na osnovi zajedničkog podrijetla.
Legendu o doseljenju ne treba shvaćati doslovno. Mnogi europski narodi imaju slične priče kojima su srednjovjekovni kroničari pokušali objasniti nastanak nekoga naroda ili države. Gotovo identičnu priču o podrijetlu naroda imaju i Česi uz vrlo zanimljivu podudarnost s Hrvatima. S jedne strane Hrvati dolaze iz Češke, sedmero braće i sestara pod vodstvom Hrvata dolazi u Hrvatsku. U češkoj legendi je obratno, sedmero braće i sestara pod vodstvom Čeha dolaze iz Hrvatske u Češku. Isključeno je da su Hrvati poznavali češku, a Česi hrvatsku legendu. Tada, u X. ili XII. stoljeću kada su ti ljetopisci o tome pisali, vjerojatno još nisu postojale te veze.

### Pradomovina Hrvata
Prema predaji, Hrvati su došli u Dalmaciju iz Bijele Hrvatske. Kako se u srednjem vijeku pojam bijel u geografskom smislu uglavnom koristio za sjever, Bijela Hrvatska mogla bi biti neki prostor smješten sjeverno od današnje Hrvatske. Najprije se treba zamisliti što je Bijela Hrvatska jer su poznate dvije. Prema popu Dukljaninu, jedna je Bijela Hrvatska bila dio uže Hrvatske. Postojala je Bijela i Crvena Hrvatska. Druga je Bijela Hrvatska u djelu Konstantina Porfirogeneta O upravljanju carstvom, napisanom sredinom X. stoljeća. On je Bijelu ili Veliku Hrvatsku smjestio negdje na sjever, sjeverno od Bavarske, sjeverno od Turaka (Ugara). Prije se mislilo da je to negdje u gornjem toku rijeke Visle, u današnjoj Maloj Poljskoj.
Koliko se danas može zaključiti, Bijela Hrvatska mogla bi se odnositi na prostore današnje istočne Bavarske, južne Poljske i sjeverne Češke. Moguće da je postojala još jedna Hrvatska na prostoru današnje Ukrajine sa središtem oko Kijeva. Analizirajući problem prisutnosti Hrvata, moraju se uzeti u obzir i drugi izvori. Osim najpoznatijeg djela Konstantina Porfirogeneta, spominju se i u Kronici kralja Alfreda Velikoga. On također spominje neke Hrvate, koji bi trebali biti negdje između Visle i Češke. Najvažniji je dokument tzv. Praški dokument iz 1086. u kojem se izričito spominju Hrvati ("chrowati et altera chrowati") u sjevernoj Češkoj. Bijelu Hrvatsku ne treba promatarti kao neku konkretnu državu već prostor koji su nastanjivala međusobno manje ili više povezana slavenska plemena.
Današnja arheologija zazire od povezivanja konkretnih materijalnih ostataka s konkretnim ljudima. Smatra se da materijalna kultura ne odražava etničke osobitosti. Iako češki i poljski povjesničari uglavnom niječu postojanje Bijele Hrvatske, ipak postoje određene indicije o povezanosti tih prostora s današnjom Hrvatskom. Hrvatsko ime se spominje na jednom širokom prostoru, u Češkoj, u okolici Praga, u južnoj Poljskoj, dakle u Bijeloj Hrvatskoj, u Karantaniji tj. na području današnje Slovenije i Austrije. Možda su postojale takve skupine, ali se s vremenom nisu pretvorile u etničke zajednice.

### Podrijetlo Hrvata
Za pitanje podrijetla Hrvata, ključno je razumijevanje Avarskoga Kaganata u povijesti ovih prostora u VII. i VIII. stoljeću. Ne treba zaboraviti dva osobito slična imena buntovnika protiv Avarskoga Carstva koja su došla predajom. Imaju slična imena Kubrat, bugarski kan i Kuber. Možda je to povezano, a možda su to slučajne paralele. Možda je naziv Hrvat na neki način u vezi s tim novonastalim vojnim strukturama ili elitom, novim političkim grupacijama na rubnim područjima Avarskoga Carstva.
Upravo su istraživanja Waltera Pohla zaslužna za vrlo zanimljivu teoriju o podrijetlu Hrvata koja pretpostavlja da Hrvati u svojim počecima nisu bili etnička već društvena skupina. Rasprostranjenost toponima s hrvatskim imenom otprilike se podudara s granicama Avarskog Carstva. Prema spoznajama o dometima Avarskog Carstva u kasnom VI. stoljeću, stječe se dojam da se ta hrvatska imena pojavljuju upravo ondje gdje je periferija avarskoga vrhovništva. Neke povjesničare je to navelo da pomisle kako su Hrvati bili elitna vojna skupina graničara koji su nakon propasti vrhovne avarske vlasti potkraj VIII. stoljeća ovladali jednim dijelom slavenskog stanovništva Dalmacije. Ova se tvrdnja ne može dokazati, ali je vrlo uvjerljiva kao pretpostavka.
Podrijetlo Hrvata pokušavalo se tumačiti i na osnovi Tanajskih ploča, grčkih natpisa nastalih negdje u III. stoljeću. Na njima se spominje osobno ime Horoatos. Ove su ploče temelj iranske teorije o podrijetlu Hrvata. Neki autori su mislili da su Hrvati jedno iransko pleme koje je kao takvo došlo iz Irana ili točnije iz današnjeg Afganistana, iz pokrajine Herat. Međutim, oni umjereniji su mislili da su Hrvati svojedobno došli u doticaj s iranskom kulturom na širem iranskom kulturnom prostoru koji je obuhvaćao i južnoruske stepe.

### Zaključna razmišljanja
Na kraju, valja zaključiti da su pitanja podrijetla i doseljenja Hrvata i dalje otvorena. Današnja povijesna znanost još uvijek traži odgovore. U najnovije vrijeme se misli da su Hrvati formirani kao etnos na današnjem prostoru Hrvatske i Bosne i Hercegovine mješavinom u većoj mjeri starosjedilačkog stanovništva i u manjoj mjeri nekih doseljenika. Prema tome, Hrvati nisu postojali kao izgrađeni narod prije početka IX. stoljeća nego se tek u IX. stoljeću formiraju kao etnos koji nosi hrvatsko ime.
Dolazak Hrvata na današnje prostore ne treba promatrati kao određeni događaj s jasnim početkom i krajem, ali niti kao neku masovnu seobu. Da je riječ o dugotrajnim procesima, najbolje se vidi na primjeru Salone. Pad Salone je na neki način simbolički kraj antičke i početak ranosrednjovjekovne povijesti. To nužno ne znači da je Salona doživjela takvu sudbinu. Salona jest grad koji je napušten, od kojeg su danas ostale ruševine i iskopine, ali to ne znači da je ona pala kao žrtva jednokratnoga rušilačkog napada. Današnja znanost smatra da se u VI. stoljeću nije dogodilo neko masovno doseljenje Hrvata u Dalmaciju. Slaveni su tijekom sljedeća dva stoljeća na ovim prostorima živjeli organizirani u manje skupine bez želje i potrebe za ujedinjenjem, izmiješani sa starosjediocima. Utjecaj vrhovne avarske vlasti vjerojatno je bio slab. Avarsko je središte bilo daleko na sjeveru, na prostoru današnje Mađarske. Niti Avari niti Bizant nisu mogli, a možda nisu ni htjeli slavenska plemena ujediniti pod nekom središnjom vlasti.
Prve naznake neke središnje vlasti javljaju se početkom IX. stoljeća što se podudara s vojnom kampanjom Karla Velikog protiv avarske države. Franački izvori 796. spominju slavenskog poglavara Vojnomira, franačkog saveznika u ratu protiv Avara. Čini se da je Vojnomir bio iz Istre ili nekog drugog slavenskog kraja koji je tada bio pod franačkom vlasti. Slavenske su se skupine pod franačkim utjecajem ujedinile kako bi se učinkovitije borile u ratovima protiv Avara i Bizanta.
Moglo bi se naslutiti da su se Hrvatima isprva nazivali pripadnici vojne elite koji su nakon što su uz pomoć Franaka ovladali lokalnim iliroslavenskim stanovništvom, postupuno svoje ime nametnuli kao etnopolitički pojam. Hrvatsko se ime u izvorima javlja sredinom IX. stoljeća na prostoru zaleđa dalmatinskih gradova. Iz te jezgre, hrvatski će se identitet u sljedećim stoljećima polako širiti prema sjeveru. U doba donjopanonskih knezova Ratimira i posljednjega, Braslava, zapadna je Panonija još uvijek izvan hrvatskoga etnopolitičkog teritorija. Najkasnije od vremena kralja Tomislava počinje prodor utjecaja hrvatskog vladara u Panoniju, a čvršća administrativna i etnopolitička povezanost Dalmacije i Panonije dogodit će se tek u razdoblju nakon dinastije Trpimirovića.

## Pokrštenje Hrvata
Pokrštavanje Hrvata nije ništa manje složeno od pitanja podrijetla i doseljenja. I kod proučavanja ovog fenomena, povjesničari su često upadali u zamku pojednostavljenja vrlo složenih procesa. Pokrštavanje je bio jedan dugotrajni proces i ne može se zamišljati na onaj način na koji su ga zamišljali autori u XIX. stoljeću pa i dobrom dijelu XX. stoljeća kao rezultat neke misije koja je u vrlo kratko vrijeme pokrstila sve stanovništvo, od vladara do najnižeg podanika. Slavenska plemena na prostor Dalmacije došli su kao poganska, kao štovatelji staroslavenskih božanstava. Podatak o papi Ivanu IV. koji je 641. godine poslao opata Martina da otkupljuje relikvije mučenika i kršćanske zarobljenike po Dalmaciji dokazuje da su tamošnji Slaveni nedvojbeno bili pogani.
Povijest umjetnosti može lakše od klasične, diplomatičke povijesti pratiti proces pokrštavanja Hrvata pravilnim isčitavanjem spomeničke baštine. Povjesničari su danas posve sigurni da pokrštavanje dolazi u valovima. Prvi je misionarski val porenut iz akvilejskog crkvenog kruga, iz karolinškog političkog kruga i odnosi se isključivo i samo na elite. Pokrštavanje se uvijek zbivalo uz pomoć države odnosno neke središnje vlasti. Nje u VII. i VIII. stoljeću na današnjim hrvatskim prostorima uglavnom nije bilo. Avari su bili daleko i dakako bili su pogani. Središnja vlast formira se tek s Francima koji s njom nameću i kršćanstvo. Proći će još dobrih 150 i više godina dok se ne može govoriti o stvarno pokrštenom narodu jer karolinški svijet kad kaže biti pokršten to znači da je Karlo Veliki dao pokrstiti svog vazanlog vladara. Sasvim je dovoljno da hrvatski knez bude pokršten pa da on pokrsti svoje podložnike. Tako je funkcionirao sustav.
Glavna briga Rima što se tiče Dalmacije u VII. stoljeću te njegov jedini mogući domet bila je obnova crkvene vlasti po dalmatinskim gradovima koji su priznavali bizantsku vlast. U skladu s tim valja promatrati priču o Ivanu Ravenjaninu koji se nalazi u djelu Tome Arhiđakona. Ivan Ravenjanin, prema Tomi, prvi je nadbiskup Splita, nasljednika stare Salone. Toma ga smatra obnoviteljem salonitanske crkve. Po svemu sudeći živio je sredinom VII. stoljeća. Ni danas ne postoji suglasje o tome je li Ivan Ravenjanin doista postojao i kada je djelovao iako vjerojatno ima izvjesna istina u toj Tominoj priči. On doista svjedoči o nastojanju da se obnovi crkvena hijerarhija sredinom VII. stoljeća u Splitu.
Obnova crkvene vlasti u dalmatinskim gradovima važna je za povijest Hrvatske, ali ne i za pokrštavanje zaleđa. Arheološki dokazi čvrsto pokazuju da se glavni val pokrštavanja zaleđa dogodio znatno kasnije u IX. stoljeću i da je došao iz drugog smjera, iz Franačke. Franci su ostavili dubok trag čak i u dalmatinskim gradovima. Franači Anali iz 805. godine spominju dolazak zadarskog biskupa Donata pred cara Karla Velikog. Gradnja crkve sv. Trojstva, današnjeg sv. Donata vjerojatno je u izravnoj vezi s Donatovim posjetom Karlu. Crkva sv. Donata tipična je karolinška rotunda, izgrađena po uzoru na dvorsku kapelu u Aachenu.
O dugotrajnosti procesa pokrštavanja svjedoči i Trpimirova darovnica iz 852. godine. Gotovo sva imena koja se spominju u ovom dokumentu su narodna odnosno poganska iako to ne mora nužno značiti da netko tko ne nosi nekršćansko ime ujedno i poganin, darovnica pokazuje da kršćanstvo još u Trpimirovo vrijeme nije korijenski prodrlo u hrvatsko društvo. Krštenja se vjerojatno još nisu događala kao uobičajan dio života čovjeka od samog rođenja kao obiteljski čin tradicije. U Trpimirovo vrijeme, a zasigurno i poslije njega, uloga vladara u pokrštavanju često i prisilnom još uvijek je bila presudna.

### Višeslavova krstionica
Jedan od najljepših, ali i najtajnovitijih izvora za pokrštavanje Slavena jest Višeslavova krstionica. Na natpisu se spominje svećenik Ivan, inspirator ovog djela koji naglašava kako je krstionica načinjena u vrijeme kneza Višeslava, ne spominjući vrijeme nastanka niti prostore kojima je knez vladao. Višeslavova krstionica je bila enigma kad je otkrivena, danas je enigma i ostat će engima jer je "spomenik s nepotpunom biografijom". Argumenti za Višeslava kao hrvatskog ili nehrvatskog kneza nisu nikakvi argumenti jer naprosto nema nijednog dokumenta. Krstionica koja je u Hrvatsku dopremljena iz Venecije početkom XX. stoljeća već je desetljećima predmet gorljivih znanstvenih rasprava. Iako su neki znanstvenici krstionicu datirali u XI. stoljeće, većina povjesničara umjetnosti i arheologa smatra kako je riječ o predmetu s početka ili sredine IX. stoljeća.
Uzmu li se u obzir sve stilske elemente, vanjske odlike krstionice, paleografske, grafijske odlike natpisa, nesporno jedan jezični izraz koji je eklatantan izrazu koji se javlja u rano karolinško vrijeme, u raznim pisanim svjedočanstvima, nema dvojbi da se krstionica smjesti u rano IX. stoljeće odnosno pod konac VIII. stoljeća. Dimenzije zdenca svjedoče o tome da je bio predviđen za uranjanje odraslih ljudi. Uranjanje je običaj koji pripada samim počecima pokrštavanja do vremena Karla Velikog koji je uveo praksu pokrštavanja djece. Sve to govori u prilog datiranja krstionice na početak, najkasnije sredinu IX. stoljeća kada se vjerojatno dogodio glavni val pokrštavanja na prostoru Dalmacije.
Ne postoji nijedan dokaz koji bi izravno povezao Višeslava i hrvatsku kneževinu. Ne može se sa sigurnošću reći i to je li u krstionici ikad itko kršten, čak niti podatak da je krstionica u Veneciju u nekom trenutku povijesti bila prebačena iz Nina, također nije moguće dokazati iako postoje indicije u prilog toj tvrdnji. Slavenski narodi su ostavili baštinu u glagoljici i ćirilici kao izvornom slavenskom pismu. Međutim, na latinskom jeziku i latiničnom pismu samo Hrvati baštine takvu tradiciju izražavanja u pisanim spomenicima. Zaključno, Višeslavova je krstionica danas dio hrvatske kulture, ali povijesna znanost još nije pronašla odgovor je li Višeslav doista bio hrvatski knez ili pak vladar nekog drugog slavenskog područja. Bez obzira na to, ona je iznimno važan dokaz o procesu pokrštavanja ovih prostora. Višeslavova krstionica simbol je tajnovitosti hrvatskog ranog srednjeg vijeka, izvora je premalo ili ako ih ima, uglavnom su previše šturi i neodređeni da bi se stvarali neki čvrsti zaključci. Doba hrvatskih knezova i kraljeva ne spada samo u hrvatsku prošlost ono ima i svoju budućnost jer suvremena istraživanja obećavaju nove spoznaje. Povijest nije nikada bila niti će ikada biti do kraja napisana.

## Unutarnje poveznice
| - Podrijetlo Hrvata - Bijela Hrvatska - Dolazak Hrvata | - O upravljanju carstvom - Ljetopis popa Dukljanina - Historia Salonitana |

## Vanjske poveznice
- Hrvatska: zemlja i ljudi - Nastajanje Hrvatske  Arhivirana inačica izvorne stranice od 21. studenoga 2014. (Wayback Machine)
- Hrvatski kraljevi (serija)#Sedma epizoda: podrijetlo, pradomovina, doseljenje i pokrštenje Hrvata
- Crohis.com - Podrijetlo i doseljenje Hrvata  Arhivirana inačica izvorne stranice od 30. rujna 2013. (Wayback Machine), Teorije o podrijetlu Hrvata  Arhivirana inačica izvorne stranice od 9. studenoga 2010. (Wayback Machine), Legenda o doseljenju  Arhivirana inačica izvorne stranice od 24. lipnja 2019. (Wayback Machine)